# Comté de Schuyler (Illinois)
Pour les articles homonymes, voir Comté de Schuyler.
Le comté de Schuyler est un comté situé dans l'état de l'Illinois, aux États-Unis. En 2010, sa population est de 7 544 habitants. Son siège est Rushville.

## Démographie
| Groupe                           | Comté de Schuyler | Illinois | États-Unis |
| -------------------------------- | ----------------- | -------- | ---------- |
| Blancs                           | 95,5              | 71,5     | 72,4       |
| Afro-Américains                  | 3,2               | 14,6     | 12,6       |
| Métis                            | 0,5               | 2,3      | 2,9        |
| Autres                           | 0,5               | 6,7      | 6,4        |
| Asiatiques                       | 0,1               | 4,6      | 4,8        |
| Amérindiens                      | 0,2               | 0,3      | 0,9        |
| Total                            | 100               | 100      | 100        |
|                                  |                   |          |            |
| Hispaniques et Latino-Américains | 1,2               | 15,8     | 16,7       |

Selon l'American Community Survey, pour la période 2011-2015, 98,17 % de la population âgée de plus de 5 ans déclare parler l'anglais à la maison, 0,93 % déclare parler le français, 0,64 % l'espagnol et 0,26 % une autre langue.
Selon l'American Community Survey, pour la période 2011-2015, 19,3 % de la population vit sous le seuil de pauvreté (15,5 % au niveau national). Ce taux masque des inégalités importantes, puisqu'il est de 15,4 % des personnes de moins de 18 ans vivent en dessous de ce seuil, contre 22,9 % des 18-64 ans et 11,1 % des plus de 65 ans.